# 嘉村達次郎

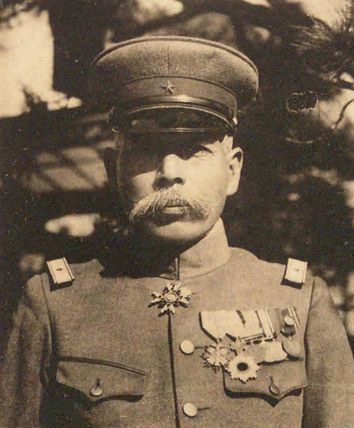
嘉村達次郎

嘉村 達次郎（かむら たつじろう、1879年（明治12年）11月6日 - 1963年（昭和38年）2月20日）は、明治・大正・昭和初期の軍人。佐賀郡東与賀町（現佐賀市東与賀町）出身。最終階級は陸軍少将。

## 経歴
父卯七母トメの長男として東与賀村下飯盛生まれる。地元の私塾「興文塾」で学んだのち、軍人を志して陸軍士官学校に進学する（陸士13期）。1902年（明治35年）歩兵少尉として歩兵第24連隊に配属。その後は熊本陸軍幼年学校生徒監（大尉）、仙台陸軍幼年学校長（中佐）、金沢連隊区司令官、歩兵第42連隊長（大佐）と進み、1930年（昭和5年）8月少将に昇進し朝鮮軍第20師団所属の歩兵第39旅団長に就任した。その翌年柳条湖事件が起きると朝鮮軍司令官林銑十郎は、国境を越えての出兵は軍の統帥権を有する天皇の許可が必要にもかかわらず独断で越境を指示。第20師団から抽出した混成第39旅団がこの任に当たったが、この部隊の指揮を嘉村が執った。嘉村は打虎山から溝幇子に入り多門二郎中将の第2師団と合流した。
1933年（昭和8年）12月、予備役に編入。佐賀市に新居を構え余生を過ごした。1947年（昭和22年）11月28日、公職追放仮指定を受けた。
1963年（昭和38年）胃病により83歳で死去。

## 栄典
勲章
- 1940年（昭和15年）8月15日 - 紀元二千六百年祝典記念章[3]